# Lathrolestes periclistae
Lathrolestes periclistae är en stekelart som beskrevs av Barron 1994. Lathrolestes periclistae ingår i släktet Lathrolestes och familjen brokparasitsteklar. Inga underarter finns listade i Catalogue of Life.